# Bibliothek (Gedicht)
bibliothek ist ein Gedicht des österreichischen Lyrikers Ernst Jandl, das am 20. September 1977 entstand und im Folgejahr in Jandls Gedichtsammlung die bearbeitung der mütze veröffentlicht wurde. Das Gedicht beschreibt die Bibliothek als Gefängnis der Bücher.

## Inhalt und Form
Ernst Jandl

bibliothek

Link zum Volltext des Gedichts

(Bitte Urheberrechte beachten)
Das Gedicht bibliothek besteht aus zwölf Zeilen, die paarweise zu Abschnitten zusammengefasst sind. Jandl verzichtet auf Reim, Großschreibung und Interpunktion. Der Beginn des Gedichts lautet:
die vielen buchstaben 

die nicht aus ihren wörtern können
In den folgenden sechs Zeilen wiederholt sich das Schema: Die Wörter können nicht aus Sätzen heraus, diese nicht aus Texten und jene nicht aus Büchern. Laut Klaus Jeziorkowski provozieren die ersten acht Zeilen im Leser eine Fortsetzung des Schemas in immer weitere Zwiebelschalen bis ins Unendliche. Diese Möglichkeit der Weiterdichtung ist typisch für viele Gedichte von Ernst Jandl.
Das Schema wird in der zehnten Zeile gebrochen. Auf den Büchern befindet sich Staub, und in der vorletzten Zeile taucht eine Person auf:
die gute putzfrau 

mit dem staubwedel
Die zwölf Zeilen stehen in einer aufs Nötigste reduzierten Umgangssprache. die durchgehend aus fragmentarischen Sätzen besteht. So findet man als einziges Verb das Modalverb können viermal in einem Nebensatz, sonst wird gänzlich auf ein solches verzichtet.

## Interpretation
Trotz der eher konventionellen Form ist bibliothek für Klaus Jeziorkowski ein Beispiel konkreter Poesie, das einen ungewöhnlichen Blick auf die Bibliothek wirft, die gemeinhin doch eher als Hort der Kultur und Information gilt, bei Jandl aber als „zwiebelschalkonzentrisches Gefängnis“ dargestellt werde, in dessen Innersten die Buchstaben eingesperrt seien. In diesem Bild wird die Putzfrau „die brave Hüterin des Grabmals“, die als eine Art Gefängnispatrouille über den Friedhof Bibliothek wacht und keinen Bezug zu den eingesperrten Buchstaben, Wörtern, Sätzen, Texten und Büchern hat, sondern mit ihrem Wedel rein äußerlich hantiert.
Typisch für Jandls Poetik ist dabei die Kritik am geordneten Systems eines konventionellen und überkommenen Sprachgebrauchs, in dem er die Buchstaben gefangen sieht. Jeziorkowski formuliert: „Die Buchstaben, Wörter, Sätze und Texte sind zu befreien und loszulassen aus der Diktatur.“ Darum bemühe sich Jandl mit der experimentellen Lyrik in seinem eigenen Werk. Für Jeziorkowski ist Jandl „einer unserer weitreichendsten Buchstaben- und Wortbefreier“ und „ein ungeheuer weit wirkender Loslasser von Sätzen und Texten“, der durch sein Werk den Menschen die Vielfalt der sprachlichen Möglichkeiten bewusst gemacht habe.
Über das Sprachsystem hinaus lässt sich die Bibliothek des Gedichts ganz allgemein als Paradigma für jede Form von System und Ordnung interpretieren, die keine Alternativen im Denken oder Leben zulassen. Jandls Gedicht stelle deren Behauptung einer Alternativlosigkeit und Nichtveränderbarkeit in Frage, die auf Dauer nur zu „Staub auf den Systemen“ führe, sowie zu Putzfrauen, die zwar diesen Staub zu beseitigen versuchent, ohne jedoch die zementierte Ordnung an sich aufzubrechen. Jeziorkowski sieht in diesem Sinne Jandls Gedicht als eine Ermunterung, den Stillstand zu überwinden und die Verantwortung anzunehmen, die Welt in Bewegung zu halten.

## Stellung in Jandls Werk
Ernst Jandl veröffentlichte bibliothek im Jahr 1978 in seiner Gedichtsammlung die bearbeitung der mütze. Viele Gedichte in diesem Band sind in einem gebrochenen Deutsch, sozusagen einer Art Gastarbeitersprache geschrieben. Hier reiht sich auch die bewusst einfache, fast schon hilflose Sprache von bibliothek ein, wobei Jeziorkowski eine „ungeheure Spannung“ zwischen der Form und dem „mit Energie und Potenz“ aufgeladenen Inhalt wahrnimmt, die für ihn in erfreulichem Gegensatz zu mancher „Tiefsinnspoesie“ steht, bei der Form und Inhalt ein genau umgekehrtes Gewicht besäßen.
Charakteristisch für die Gedichte aus die bearbeitung der mütze und noch stärker in der gelbe hund sei auch ein Tonfall von Müdigkeit, Klage und Resignation. Daher sieht Jeziorkowski auch bibliothek nicht bloß als jene sprachlich und inhaltlich harmlos-freundliche Wortspielerei, als die das Gedicht auf den ersten Blick erscheine. Vielmehr sei die Klage über eingesperrte Buchstaben und bloß oberflächlich abgestaubte Bücher Ausdruck einer tiefen Ernsthaftigkeit und Trauer Jandls, für den die Arbeit und das Spiel mit der Sprache in seinem Spätwerk eine zunehmend existenzielle Bedeutung gewonnen habe.

## Ausgaben
- Ernst Jandl: bibliothek. In: die bearbeitung der mütze. Luchterhand, Darmstadt 1978, ISBN 3-472-86465-6, S. 137.